# Брейджинг (лагерь беженцев)
Брейджинг — лагерь беженцев, расположенный на востоке Чада, создан УВКБ из-за появления 42000 беженцев бежавших из Судана, где в 2004 году, в Дарфуре начался длительный вооруженный конфликт. Этот лагерь все еще действует в 2018 году и управляется Красным Крестом.
По состоянию на 2017 год в лагере находилось около 250 тысяч человек.